# 旗の一覧記事の一覧
旗の一覧記事の一覧（はたのいちらんきじのいちらん）は、旗の一覧記事の一覧。
- 旗の一覧

## 七大州
- アジアの旗一覧
- ヨーロッパの旗一覧
- アフリカの旗一覧
- 北アメリカの旗一覧
- 南アメリカの旗一覧
- オセアニアの旗一覧
- 南極の旗の一覧

## 国別の一覧
- アイルランドの旗一覧
- イギリスの旗の一覧
- エストニアの旗一覧
- カナダの旗一覧
- シンガポールの旗一覧
- スウェーデンの旗一覧
- ソビエト連邦の旗一覧
- 中国の旗一覧
- 朝鮮の旗一覧
- ドイツの旗一覧
- 日本の旗一覧
- フィンランドの旗の一覧
- ベトナムの旗一覧
- 南アフリカ共和国の旗一覧
- ユーゴスラビアの旗一覧

- 海外領土・自治領の旗一覧
- 国家承認を得た国連非加盟の国と地域の旗一覧
- 過去に独立していた国の旗一覧
- 自治・独立運動旗の一覧

## 地方別の一覧
- アメリカ合衆国の州旗一覧
- イタリアの州旗一覧
- オーストリアの州旗一覧
- オランダの州旗一覧
- スペインの自治州旗一覧
- 中国
  - 香港の旗一覧
- ブラジルの州旗一覧
- ロシアの地方旗一覧

### 日本
- 都道府県旗の一覧

- 北海道の市町村旗一覧
- 青森県の市町村旗一覧
- 岩手県の市町村旗一覧
- 宮城県の市町村旗一覧
- 秋田県の市町村旗一覧
- 山形県の市町村旗一覧
- 福島県の市町村旗一覧
- 茨城県の市町村旗一覧
- 栃木県の市町村旗一覧
- 群馬県の市町村旗一覧
- 埼玉県の市町村旗一覧
- 千葉県の市町村旗一覧
- 東京都の区市町村旗一覧
- 神奈川県の市町村旗一覧
- 新潟県の市町村旗一覧
- 富山県の市町村旗一覧
- 石川県の市町村旗一覧
- 福井県の市町村旗一覧
- 山梨県の市町村旗一覧
- 長野県の市町村旗一覧
- 岐阜県の市町村旗一覧
- 静岡県の市町村旗一覧
- 愛知県の市町村旗一覧
- 三重県の市町村旗一覧
- 滋賀県の市町村旗一覧
- 京都府の市町村旗一覧
- 大阪府の市町村旗一覧
- 兵庫県の市町村旗一覧
- 奈良県の市町村旗一覧
- 和歌山県の市町村旗一覧
- 鳥取県の市町村旗一覧
- 島根県の市町村旗一覧
- 岡山県の市町村旗一覧
- 広島県の市町村旗一覧
- 山口県の市町村旗一覧
- 徳島県の市町村旗一覧
- 香川県の市町村旗一覧
- 愛媛県の市町村旗一覧
- 高知県の市町村旗一覧
- 福岡県の市町村旗一覧
- 佐賀県の市町村旗一覧
- 長崎県の市町村旗一覧
- 熊本県の市町村旗一覧
- 大分県の市町村旗一覧
- 宮崎県の市町村旗一覧
- 鹿児島県の市町村旗一覧
- 沖縄県の市町村旗一覧

### その他
- 台湾の旗一覧

## 種類別の一覧
- 軍旗の一覧
- 国旗の一覧

## 特徴別の一覧
- 表と裏が異なる旗